# Un homme effacé
Un homme effacé est un roman d'Alexandre Postel publié le 10 janvier 2013 aux éditions Gallimard et ayant obtenu la même année le prix Goncourt du premier roman.

## Historique
Le roman reçoit le 12 février 2013, le prix Landerneau « Découvertes ». Le 5 mars 2013, l'Académie Goncourt annonce que ce roman est le lauréat, par sept voix sur dix, du prix Goncourt du premier roman.

## Éditions
- Éditions Gallimard, 2013  (ISBN 978-2070138500).